# 중국남방항공의 운항 노선
2020년 1월 기준, 아래는 중국남방항공의 취항지 목록이다.

## 운항 노선

### 아시아

#### 동아시아
- 대한민국
  - 서울
    - 김포국제공항
    - 인천국제공항 포커스 시티

  - 부산 - 김해국제공항
  - 제주 - 제주국제공항
  - 청주 - 청주국제공항
- 중화인민공화국
  - 베이징시
    - 베이징 - 베이징 서우두 국제공항 허브
    - 베이징 - 베이징 다싱 국제공항 허브

  - 상하이시
    - 상하이 - 상하이 푸둥 국제공항 허브
    - 상하이 - 상하이 훙차오 국제공항

  - 간쑤성
    - 둔황 - 둔황 공항
    - 란저우 - 란저우 공항

  - 광둥성
    - 광저우 - 광저우 바이윈 국제공항 허브
    - 산터우 - 산터우 제양 차오산 국제공항
    - 선전 - 선전 바오안 국제공항
    - 주하이 - 주하이 진완 공항

  - 광시 성
    - 구이린 - 구이린 량장 국제공항
    - 난닝 - 난닝 우수 국제공항
    - 류저우 - 류저우 공항
    - 베이하이 - 베이하이 푸청 공항

  - 구이저우성
    - 구이양 - 구이양 롱동바오 국제공항
    - 리보 - 리보 공항
    - 리핑 - 리핑 공항
    - 싱이 - 싱이 공항
    - 비제 - 비제 페이송 공항
    - 안순 - 안순 황궈수 공항
    - 카이리 - 카이리 황핑 공항
    - 퉁런 - 퉁런 펑황 공항

  - 랴오닝성
    - 다롄 - 다롄 저우수이쯔 국제공항
    - 선양 - 선양 타오셴 국제공항
    - 단동 - 단동 공항

  - 산둥성
    - 옌타이 - 옌타이 펑라이 국제공항
    - 지난 - 지난 야오창 국제공항
    - 칭다오 - 칭다오 류팅 국제공항 *
    - 르자오 - 르자오 산지허 공항
    - 웨이하이 - 웨이하이 공항
    - 지닝 - 지닝 공항

  - 산시성
    - 시안 - 시안 셴양 국제공항
    - 타이위안 - 타이위안 우수 국제공항
    - 다통 - 다통 공항
    - 위린 - 위린 공항
    - 윈청 - 윈청 공항
    - 창즈 - 창즈 왕춘 공항
    - 한중 - 한중 청구 공항

  - 쓰촨성
    - 청두 - 청두 솽류 국제공항
    - 난총 - 난총 공항
    - 루저우 - 루저우 공항
    - 몐양 - 몐양 공항
    - 주자이거우 - 주자이거우 황롱 공항

  - 안후이성
    - 황산 - 황산 툰시 국제공항
    - 허페이 - 허페이 신차오 국제공항
    - 안산 - 안산 텅아오 공항
    - 안칭 - 안칭 톈주산 공항
    - 츠저우 - 츠저우 지우화산 공항
    - 푸양 - 푸양 시관 공항

  - 윈난성
    - 쿤밍 - 쿤밍 창슈이 국제공항
    - 다리 - 다리 공항
    - 리장 - 리장 공항
    - 징훙 - 징훙 공항
    - 텅충 - 텅충 퉈펑 공항

  - 저장성
    - 항저우 - 항저우 샤오산 국제공항 포커스 시티

  - 장쑤성
    - 난징 - 난징 루커우 국제공항
    - 우시 - 쑤난 숴팡 국제공항
    - 간저우 - 간저우 황진 공항
    - 난통 - 난통 공항
    - 렌윈강 - 렌윈강 바이타부 공항
    - 슈저우 - 슈저우 공항
    - 양저우 - 양저우 타이저우 공항
    - 옌청 - 옌청 공항
    - 창저우 - 창저우 베니우 공항

  - 장시성
    - 난창 - 난창 창베이 국제공항 포커스 시티
    - 주장 - 주장 루산 공항
    - 지안 - 지안 징강산 공항
    - 징더전 - 징더전 공항

  - 저장성
    - 닝보 - 닝보 리스 국제공항
    - 원저우 - 원저우 용창 공항

  - 지린성
    - 창춘 - 창춘 롱자 국제공항
    - 바이산 - 바이산 창바이산 공항
    - 옌지 - 옌지 차오양춘 공항

  - 충칭시
    - 충칭 - 충칭 장베이 국제공항 허브
    - 첸장 - 첸장 우링산 공항

  - 칭하이성
    - 시닝 - 시닝 차오차바오 공항

  - 톈진시
    - 톈진 - 톈진 빈하이 국제공항 포커스 시티

  - 푸젠성
    - 샤먼 - 샤먼 가오치 국제공항
    - 푸저우 - 푸저우 창러 국제공항

  - 하이난성
    - 싼야 - 싼야 피닉스 국제공항
    - 하이커우 - 하이커우 메이란 국제공항

  - 허난성
    - 정저우 - 정저우 신정 국제공항 *
    - 난양 - 난양 공항
    - 뤄양 - 뤄양 공항

  - 허베이성
    - 스자좡 - 스자좡 정딩 국제공항
    - 한단 - 한단 공항

  - 헤이룽장성
    - 하얼빈 - 하얼빈 타이핑 국제공항
    - 다칭 - 다칭 공항
    - 무단장 - 무단장 공항
    - 이춘 - 이춘 린두 공항
    - 자무쓰 - 자무쓰 공항
    - 지시 - 지시 공항
    - 치치하얼 - 치치하얼 공항
    - 푸위안 - 푸위안 동지 공항
    - 헤이허 - 헤이허 공항

  - 후난성
    - 창사 - 창사 황화 국제공항 포커스 시티
    - 용저우 - 용저우 닝링 공항
    - 장자제 - 장자제 공항
    - 창더 - 창더 공항
    - 화이화 - 화이화 즈장 공항

  - 후베이성
    - 우한 - 우한 톈허 국제공항
    - 샹양 - 샹양 류지 공항
    - 스옌 - 스옌 우당산 공항
    - 언스 - 언스 공항
    - 이창 - 이창 공항

  - 내몽골 자치구
    - 후룬바이얼 - 후룬바이얼 하이라얼 국제공항
    - 후허하오터 - 후허하오터 바이타 국제공항 포커스 시티
    - 만저우리 - 만저우리 시자오 공항
    - 바오터우 - 바오터우 공항
    - 시린하오터 - 시린하오터 공항
    - 퉁랴오 - 퉁랴오 공항

  - 닝샤 후이족 자치구
    - 인촨 - 인촨 허동 공항

  - 신장 위구르 자치구
    - 우루무치 - 우루무치 디워푸 국제공항 허브
    - 부얼진 - 부얼진 카나스 공항
    - 스허쯔 - 스허쯔 화원 공항
    - 신위안 - 신위안 날라티 공항
    - 아커쑤 - 아커쑤 공항
    - 알타이 - 알타이 공항
    - 이닝 - 이닝 공항
    - 카스가얼 - 카스가얼 공항
    - 커라마이 - 커라마이 공항
    - 쿠얼러 - 쿠얼러 공항
    - 하미 - 하미 공항
    - 허톈 - 허톈 공항

  - 티베트 자치구
    - 라싸 - 라싸 공가 공항
- 마카오
  - 마카오 - 마카오 국제공항
- 홍콩
  - 홍콩 - 홍콩 첵랍콕 국제공항
- 일본
  - 도쿄
    - 하네다 국제공항
    - 나리타 국제공항

  - 나고야 - 주부 센토레아 국제공항
  - 오사카 - 간사이 국제공항
  - 니가타 - 니가타 공항
  - 도야마 - 도야마 공항
  - 삿포로 - 신치토세 공항
  - 시즈오카 - 시즈오카 공항
  - 후쿠오카 - 후쿠오카 공항
- 중화민국
  - 타이베이 - 타이완 타오위안 국제공항 *
  - 가오슝 - 가오슝 국제공항

#### 동남아시아
- 라오스
  - 비엔티안 - 왓따이 국제공항
- 말레이시아
  - 쿠알라룸푸르 - 쿠알라룸푸르 국제공항
  - 코타키나발루 - 코타키나발루 국제공항
  - 페낭 - 페낭 국제공항
- 미얀마
  - 양곤 - 양곤 국제공항
- 베트남
  - 하노이 - 노이바이 국제공항 *
  - 나트랑 - 깜라인 국제공항
  - 다낭 - 다낭 국제공항
  - 푸꾸옥 - 푸꾸옥 국제공항
  - 호치민 시 - 떤선녓 국제공항 *
- 싱가포르
  - 싱가포르 - 싱가포르 창이 국제공항
- 인도네시아
  - 자카르타 - 수카르노 하타 국제공항
  - 덴파사르 - 응우라라이 국제공항
- 캄보디아
  - 프놈펜 - 프놈펜 국제공항
  - 씨엠립 - 씨엠립 국제공항
- 태국
  - 방콕 - 수완나품 국제공항
  - 치앙마이 - 치앙마이 국제공항
  - 푸켓 - 푸켓 국제공항
- 필리핀
  - 마닐라 - 니노이 아키노 국제공항
  - 세부 - 막탄 세부 국제공항

#### 남아시아
- 네팔
  - 카트만두 - 트리부반 국제공항
- 몰디브
  - 말레 - 말레 국제공항
- 방글라데시
  - 다카 - 샤잘랄 국제공항 *
- 스리랑카
  - 콜롬보 - 반다라나이케 국제공항
- 인도
  - 델리 - 인디라 간디 국제공항

#### 서남아시아
- 아랍에미리트
  - 두바이 - 두바이 국제공항
- 이란
  - 테헤란 - 테헤란 이맘 호메이니 국제공항
- 파키스탄
  - 이슬라바마드 - 뉴이슬라바마드 국제공항
  - 라호르 - 알라마 이크발 국제공항
- 이스라엘
  - 텔아비브 - 벤구리온 국제공항

#### 중앙아시아
- 아제르바이잔
  - 바쿠 - 헤이다르 알리예프 국제공항
- 우즈베키스탄
  - 타슈켄트 - 타슈켄트 국제공항
- 조지아
  - 트빌리시 - 트빌리시 국제공항
- 카자흐스탄
  - 아스타나 - 누르술탄 나자르바예프 국제공항
  - 알마티 - 알마티 국제공항
- 키르기스스탄
  - 비슈케크 - 마나스 국제공항
  - 오시 - 오시 공항
- 타지키스탄
  - 두샨베 - 두샨베 공항
  - 후잔트 - 후잔트 공항
- 투르크메니스탄
  - 아시가바트 - 아시가바트 공항

### 아프리카

#### 동아프리카
- 케냐
  - 나이로비 - 조모 케냐타 국제공항

### 유럽

#### 서유럽
- 영국
  - 런던 - 런던 히드로 국제공항
  - 런던 - 런던 스탠스테드 국제공항 화물편
- 프랑스
  - 파리 - 파리 샤를 드 골 국제공항
- 독일
  - 프랑크푸르트 - 프랑크푸르트 국제공항 *
- 네덜란드
  - 암스테르담 - 암스테르담 스키폴 국제공항 *

#### 중유럽
- 오스트리아
  - 빈 - 빈 국제공항 *

#### 남유럽
- 이탈리아
  - 로마 - 레오나르도 다 빈치 국제공항
  - 밀라노 - 밀라노 말펜사 국제공항 화물편
- 튀르키예
  - 이스탄불 - 이스탄불 아르나부코이 국제공항

#### 동유럽
- 러시아
  - 모스크바 - 셰레메티예보 국제공항
  - 상트페테르부르크 - 풀코보 국제공항
  - 노보시비르스크 - 톨마쵸보 국제공항
  - 블라디보스토크 - 블라디보스토크 국제공항
  - 이르쿠츠크 - 이르쿠츠크 공항

### 아메리카

#### 북아메리카
- 미국
  - 뉴욕 - 존 F. 케네디 국제공항
  - 로스앤젤레스 - 로스앤젤레스 국제공항 *
  - 샌프란시스코 - 샌프란시스코 국제공항
  - 시카고 - 시카고 오헤어 국제공항 화물편
  - 앵커리지 - 테드 스티븐스 앵커리지 국제공항 화물편
- 캐나다
  - 밴쿠버 - 밴쿠버 국제공항
  - 토론토 - 토론토 피어슨 국제공항
- 멕시코
  - 멕시코시티 - 멕시코시티 국제공항

### 오세아니아
- 뉴질랜드
  - 오클랜드 - 오클랜드 국제공항
  - 크라이스트처치 - 크라이스트처치 국제공항
- 오스트레일리아
  - 멜버른 - 멜버른 공항
  - 브리즈번 - 브리즈번 공항
  - 시드니 - 시드니 킹스포드 스미스 국제공항
  - 애들레이드 - 애들레이드 공항
  - 케언스 - 케언스 공항
  - 퍼스 - 퍼스 공항

## 단항 노선

### 아시아

#### 동아시아
- 대한민국
  - 광주 - 광주공항
  - 대구 - 대구국제공항
  - 사천 - 사천공항
- 중화인민공화국
  - 쿤밍 - 쿤밍 우자바 국제공항
  - 허페이 - 허페이 뤄강 국제공항
- 홍콩
  - 홍콩 - 홍콩 카이탁 국제공항
- 일본
  - 센다이 - 센다이 공항
  - 이바라키 - 이바라키 공항
  - 히로시마 - 히로시마 공항
- 조선민주주의인민공화국
  - 평양 - 평양 순안 국제공항

#### 동남아시아
- 인도네시아
  - 수라뱌아 - 주안다 국제공항
- 태국
  - 방콕 - 돈므앙 국제공항
  - 끄라비 - 끄라비 국제공항
  - 수랏타니 - 수랏타니 공항
  - 코사무이 - 코사무이 공항
- 필리핀
  - 라오아그 - 라오아그 국제공항

#### 서남아시아
- 사우디아라비아
  - 제다 - 킹 압둘아지즈 국제공항
  - 메디나 - 프린스 모하메드 빈 압둘아지즈 국제공항
- 아랍에미리트
  - 샤르자 - 샤르자 국제공항
- 파키스탄
  - 이슬라바마드 - 베나지르 부토 국제공항

### 아프리카

#### 동아프리카
- 모리셔스
  - 포트루이스 - 시우 사구르 람룰람경 국제공항

### 유럽

#### 서유럽
- 영국
  - 버밍엄 - 버밍엄 공항

#### 남유럽
- 튀르키예
  - 이스탄불 - 이스탄불 아타튀르크 국제공항

#### 동유럽
- 러시아
  - 하바롭스크 - 하바롭스크 공항

### 아메리카

#### 북아메리카
- 미국
  - 올랜도 - 올랜도 국제공항

### 오세아니아
- 괌
  - 괌 - 앤토니오 B. 원 팻 국제공항
- 북마리아나 제도
  - 사이판 - 사이판 국제공항

1. ↑  “Destination Information”.